# Thury-en-Valois
Thury-en-Valois è un comune francese di 477 abitanti situato nel dipartimento dell'Oise della regione dell'Alta Francia.

## Società

### Evoluzione demografica
Abitanti censiti